# 木村景直
木村景直（1822年—1888年5月29日），日本教育家。

## 生平
木村景直在文政五年（1822年）出生，年少時受教於大槻平泉，之後在仙臺藩藩校養賢堂擔任助教以及寮長，辭職後回鄉設立私塾「立教堂」，教育五百名子弟，在當地享有極高的聲望。1888年5月29日逝世，享年59歲。

## 家庭
木村景直之子木村匡、木村敏、木村剛皆為鄉里間有名的教育家，地方志上經常提及他們的功績。